# Søren Hancke
Søren Hancke (ur. 13 grudnia 1939 w Aarhus) – duński żeglarz sportowy. Srebrny medalista olimpijski z Rzymu.
Zawody w 1960 były jego jedynymi igrzyskami olimpijskimi. Po medal sięgnął w klasie 5,5 m. Sternikiem był William Berntsen, załogę uzupełniał Steen Christensen.